# Eboric
Eboric ou Euric est roi des Suèves de 582 à 583.

## Biographie
Fils et successeur du roi Ariamir, il est détrôné après un an de règne par Andeca, chef militaire qui épouse sa mère Sisegonthe et qui l'enferme dans un monastère, car il lui reprochait de régner sous l'influence des Wisigoths.